# Castell de Serradell

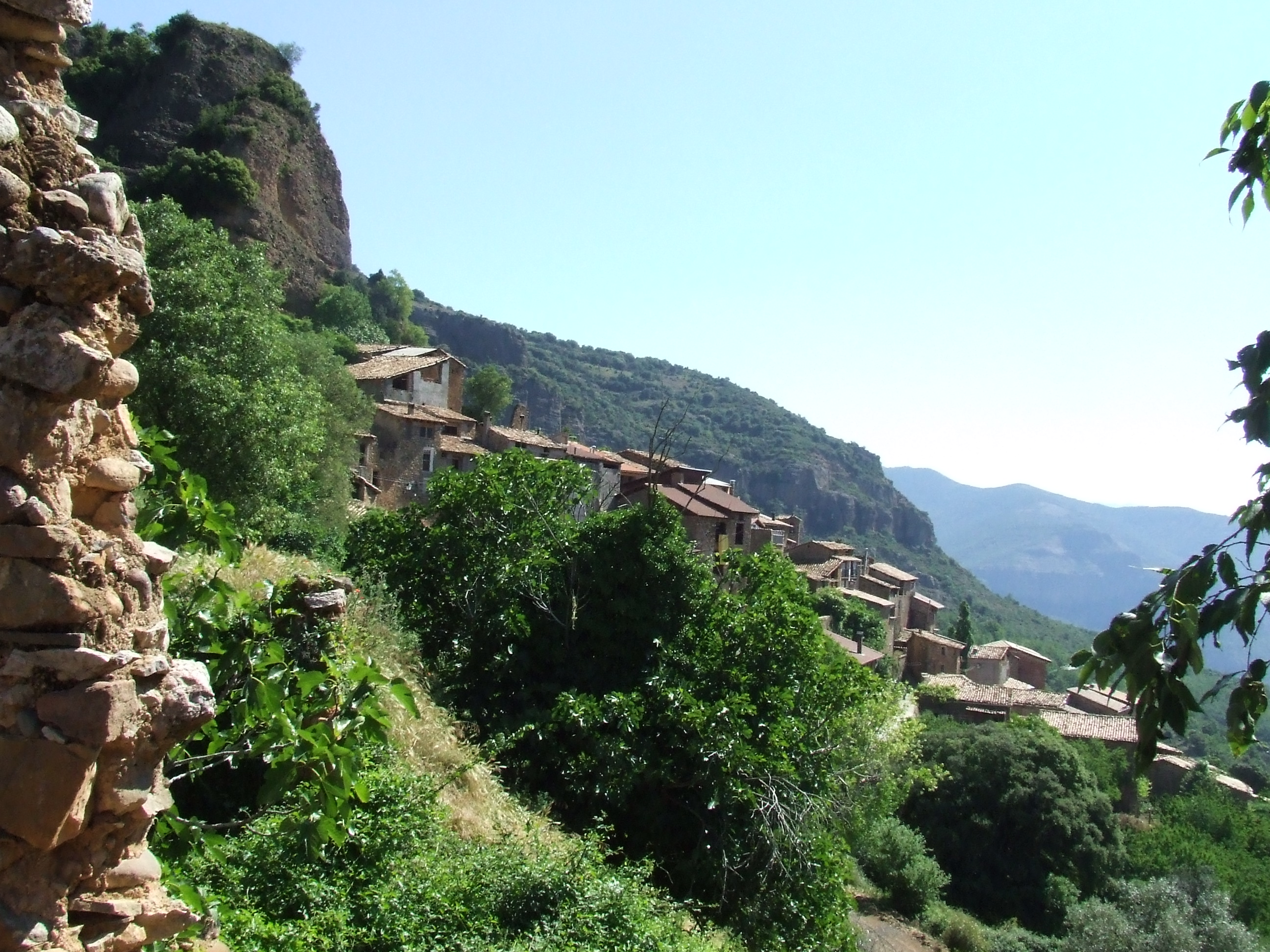
Lloc on era el castell: el petit pla a dalt a l'esquerra de la fotografia

El Castell de Serradell estava situat al nord-oest del poble de Serradell, pertanyent a l'antic terme de Toralla i Serradell, actualment del terme de Conca de Dalt.
Les restes del castell són al capdamunt mateix de la cases més altes del poble. Es tracta d'unes filades de pedres, només, ja que el conjunt ha estat molt destruït amb el pas del temps.
És un castell a penes documentat al llarg de la història, de manera que hi ha dubtes sobre si realment es tracta d'un castell o d'una altra construcció de vigilància o defensiva; això sí: són restes medievals, d'època romànica.
Es tractava d'un àmbit rectangular de 6 x 8 metres, molt destruït, fins a punt que es fa difícil de resseguir avui dia. A part de l'estança principal, hi ha restes d'un mur de protecció que resseguia un tros del camí que baixa per la carena on es troba Serradell. La tipologia de l'aparell constructiu és romànica, feta amb carreus grossos, disposats regularment i rejuntats amb morter de calç, sorra i terra.